# Попов, Алексей Иванович (купец)
Алексе́й Ива́нович Попо́в (13 февраля 1743 года, Архангельск — 25 мая 1805 года, там же) — архангельский купец и кораблестроитель, создатель торгового дома «Алексей Попов с сыновьями», городской голова в 1785—1790 годах. 
Известный кораблестроитель и морской торговец, купец 1-й гильдии, именитый гражданин. В 1799 году был введён в состав Коммерц-коллегии Российской империи.

## Биография
Алексей Попов родился в крестьянской семье вблизи Архангельска, в Заостровской волости. В 17 лет он поступил на службу к купцам Пругавину и Неледину, где занимался закупками хлеба, доставлявшегося торговцами к Никольской и Ношульской пристаням. По поручению своих хозяев Попов заключал торговые сделки, а также организовывал заготовку, погрузку и отправку хлебных припасов в Архангельск. Масштабность работы, нередко требовавшей риска и связанной не только с закупками хлеба, но и с постройкой большегрузных барж, настолько увлекла его, что в 1774 году он записался в купеческое сословие, начав своё собственное дело.
Однако, молодой купец не ограничился закупкой и перепродажей хлеба. Он взял в аренду у известных предпринимателей Крыловых Быковскую верфь и начал строить корабли. На первом своём судне под названием «Amore patria», Попов лично отправился в Амстердам. Там он успешно познакомился с западноевропейским деловым миром — реализовал свой товар и получил заказ от голландских торговцев на сооружение в Архангельске двух кораблей вместимостью 300 и 400 ластов.
Благодаря опытному корабелу Степану Матвеевичу Негодяеву-Кочневу, работавшему на Попова, удалось быстро и качественно выполнить заказ иностранцев, благодаря чему дело успешно расширялось. С 1790 года дом Поповых вёл сделки под фирмой «Алексей Попов с сыном», а в 1802 году Алексей Иванович открыл оптово-розничную фирму российских и иностранных товаров «Алексей Попов с сыновьями». Его сын Василий был активно вовлечён в семейное дело — уже в 1784 году Попов передал ему управление верфью. 
За три десятилетия своей купеческой деятельности, Алексей Попов добился отличных результатов. Он вёл регулярную торговлю с Англией, Голландией и Гамбургом. Иностранные купцы назначали его своим уполномоченным. В 1789 году он объявил капитал в тринадцать тысяч рублей. Также он имел дом в Архангельске, а позади дома в 200 саженях пековаренный и салотопенный заводы с двумя медными котлами.
Вёл активную политическую и общественную деятельность. В 1778 году он был избран городским старостой, а в 1780—1783 и 1799—1802 годах избирался бургомистром Архангельского городового магистрата, затем — гласным Архангельской городской думы. С 26 сентября 1785 по 1790 год занимал пост городского головы. В 1786 году удостоен звания именитого гражданина, за успешное прохождение общественных служб и кораблехозяйство.
В 1799 году император Павел I назначил Алексея Попова членом Коммерц-коллегии. С 1803 года (совместно с российским купцом Ксенофонтом Анфилатовым и иностранцем Конрадом Дорбекером) стал пайщиком Беломорской акционерной компании, которая занималась рыбозвериным промыслом и торговлей.
Скончался 6 (18) июня 1805 в Архангельске и был похоронен на городском кладбище на Быку (ныне Ильинское кладбище). Его могила и памятник, установленный на ней, сохранились и находятся в удовлетворительном состоянии.

## Семья
- Сын — Василий Алексеевич Попов, купец 1-й гильдии, архангельский городской голова (1805—1808), унаследовал имущество отца и возглавил торговый дом после его смерти[3]
- Зять — Ксенофонт Алексеевич Анфилатов, купец 1-й гильдии, основатель первого в России общественного банка, организатор первой российской торговой экспедиции в Северо-американские Соединенные штаты[4]

## Награды
- Золотая медаль «За усердие» на Александровской ленте для ношения на шее (1805) — за успехи в кораблестроении